# Pavetta eylesii
Pavetta eylesii är en måreväxtart som beskrevs av Spencer Le Marchant Moore. Pavetta eylesii ingår i släktet Pavetta och familjen måreväxter. Inga underarter finns listade i Catalogue of Life.